# Edward Uzdański
Edward Maksymilian Uzdański, ps. „Edek”, „Maks”, „Eugeniusz Jewleński”, „Związkowiec” (ur. 12 sierpnia 1903 w Warszawie, zm. 2 listopada 1967 tamże) – działacz komunistyczny.

## Życiorys
Urodził się 12 sierpnia 1903 w Warszawie jako syn Łazarza (wzgl. Tadeusza). Od 1919 do 1925 należał do Komunistycznej Partii Robotniczej Polski, a od 1925 do 1938 do Komunistycznej Partii Polski, ponadto w 1922 był członkiem Komitetu Warszawskiego Komunistycznego Związku Młodzieży Polski, a w 1930 wstąpił do Wszechzwiązkowej Komunistycznej Partii (bolszewików). Był więziony w okresach 1923-1926, 1926-1927, 1927-1930. W latach 30. działał w Międzynarodówce Komunistycznej (Komintern). W 1938 został redaktorem „Czerwonego Sztandaru”, a podczas II wojny światowej redaktorem „Czerwonego Sztandaru” wydawanego we Lwowie. Od 1942 do 1944 należał do Związku Patriotów Polskich. Od 1943 do 1944 służył w 1 Warszawskiej Dywizji Piechoty. Po powrocie do Polski zaangażował się w działalność prasową: wraz z Henrykiem Rudnickim był twórcą pierwszego powojennego łódzkiego dziennika „Wolna Łódź” od 26 stycznia 1944, następnie był redaktorem naczelnym pism „Głos Ludu” (1945), „Głos Robotniczy” (1945-1949). Od 1953 do 1955 był zastępcą przewodniczącego Zespołu Programów dla Zagranicy w Polskim Radiu. Od 1955 do 1967 był zastępcą przewodniczącego Komitetu ds. Radia i Telewizji. Był działaczem Polskiej Zjednoczonej Partii Robotnicza, delegatem na Zjazdy I, II, III, IV, pełnił funkcję sekretarza propagandy w Komitecie Łódzkim PZPR	od 1 maja 1949 do 30 czerwca 1950 oraz zastępcy członka KC PZPR od 20 czerwca 1964 do 2 listopada 1967.
Zmarł 2 listopada 1967. Został pochowany na Cmentarzu Wojskowym na Powązkach w Warszawie (kwatera A27-tuje-12). W tym samym miejscu została pochowana Eugenia Uzdańska (zm. 2008).

## Odznaczenia i ordery
- Order Sztandaru Pracy I klasy (1959)[5]
- Order Sztandaru Pracy II klasy (11 sierpnia 1953, w związku z 50 rocznicą urodzin, za zasługi w pracy zawodowej i politycznej)[2]
- Medal „Za waszą wolność i naszą” (1966)[6]